# Waterschap Friens
Het Waterschap Friens was een klein waterschap in de gemeente Idaarderadeel in de Nederlandse provincie Friesland.
Het waterschap werd opgericht met als doel de verbetering van de regulering van de waterstand. De bemaling van het waterschapsgebied vond plaats door middel van een elektrisch gemaal.
Het gebied van het voormalige waterschap maakt sinds 2004 deel uit van het Wetterskip Fryslân.